# Berichte!
Berichte! ist eine seit 2011 einmal jährlich erscheinende Fachzeitschrift für Denkmalpflege und Archäologie im Schweizer Kanton Luzern.

## Geschichte
Seit 2011 wird von den Abteilungen Denkmalpflege und Archäologie des Kantons Luzern die Zeitschrift Berichte! als regulär einmal jährlich erscheinende Publikation herausgegeben. Die Zeitschrift dokumentiert die Arbeiten sowohl aus den Bereichen der Denkmalpflege und des Kulturgüterschutzes als auch der Bodenarchäologie.
In den Jahren 2013–2016 erschien parallel zur regulären Ausgabe jeweils eine Sondernummer mit einem thematischen Schwerpunkt.
- 2013: Beromünster Stiftstheater & Schol[2]
- 2014: Rathaus Sempach[3]
- 2015: Fundort Seetaler Kies[4]
- 2016: Kloster Rathausen[5]